# Epigomphus sulcatistyla
Epigomphus sulcatistyla – gatunek ważki z rodziny gadziogłówkowatych (Gomphidae). v